# Parroquia de Cristo Rey (Orense)
La Parroquia de Cristo Rey es un templo católico del siglo xx ubicado en el barrio de As Lagoas, en Orense (Galicia, España).

## Historia

### Barrio de As Lagoas
El barrio de As Lagoas, constituido en sus orígenes por edificios construidos en su mayoría en régimen de cooperativa y por viviendas sociales, estuvo formado inicialmente por habitantes de diversa índole (comerciantes, maestros y militares) y por destacadas empresas, como el periódico La Región, la cooperativa agroalimentaria Coren y la compañía ferroviaria Renfe, estando la vía férrea ubicada a la entrada del barrio, el cual albergaba en 2009 en torno a 4500 habitantes.

### Construcción
Siguiendo las directrices marcadas por el plan urbanístico de 1959, se tomó la decisión de erigir una iglesia parroquial en el barrio, de la que sería encargado Pedro Gómez Antón, sacerdote y primer director de la emisora local Radio Popular de Ourense, de la cadena Cope, si bien la construcción del templo presentó inicialmente el inconveniente de que en las proximidades ya existía otra iglesia, la de La Asunción, inaugurada en 1964. La Comisión Municipal Permanente, a instancias del Instituto de Promoción Pública de la Vivienda, aprobó en 1982 la concesión de la correspondiente licencia para el levantamiento del santuario, obra de los arquitectos Luis Garayzábal Enjuto y Luis Chao Gómez. La primera misa sería oficiada el 7 de octubre de 1984, mientras que el primer niño bautizado en la iglesia fue el hijo del pintor José Carlos Vázquez, artísticamente conocido como «Basalo». En principio, los habitantes recién llegados de otros barrios se mostraron reacios a abandonar su antigua parroquia así como a aceptar la estética del templo, austera acorde a los principios del Concilio Vaticano II y alejada del barroco tradicional de las iglesias de la ciudad, agravado todo ello a su vez por la ausencia durante los primeros meses de bancos e imágenes religiosas, las cuales empezarían a llegar al templo a través de donaciones.

### Inauguración
La inauguración del santuario, la cual tuvo lugar con carácter oficial el 25 de noviembre de 1984, contó con la celebración de diversas ceremonias previas al evento. La primera de ellas, oficiada en el Palacio Episcopal la mañana del 20 de noviembre, consistió en la entrega a la parroquia por parte del obispo Ángel Temiño Sáiz de una talla de la Virgen de Portovello, donada a su vez al obispo por la compañía Unión Fenosa, siendo la imagen entronizada por la tarde en un acto solemne y organizándose posteriormente una conferencia sobre la historia de Portovello y los orígenes del barrio. Por su parte, el 25 de noviembre se procedió a la bendición del templo y a la celebración de un acto religioso, presenciado por más de mil personas, el cual estuvo presidido por el obispo, quien celebró la misa junto con el párroco, diversos sacerdotes de la ciudad y varios miembros del cabildo catedralicio, contando el evento con la actuación de una banda de música, varios gaiteros y la Coral de Ruada, la cual interpretó temas en castellano, gallego y latín, asistiendo así mismo el alcalde y varias otras autoridades políticas locales.

## Descripción

### Exterior
La iglesia, construida a base de hierro, hormigón y cemento a la vista, posee una sencilla fachada rectangular asimétrica con orejeras laterales oblicuas y una forma triangular a la derecha coronada por una cruz de hierro. Destaca sobre la puerta de entrada un medallón ojival con un relieve de Cristo Rey.

### Interior

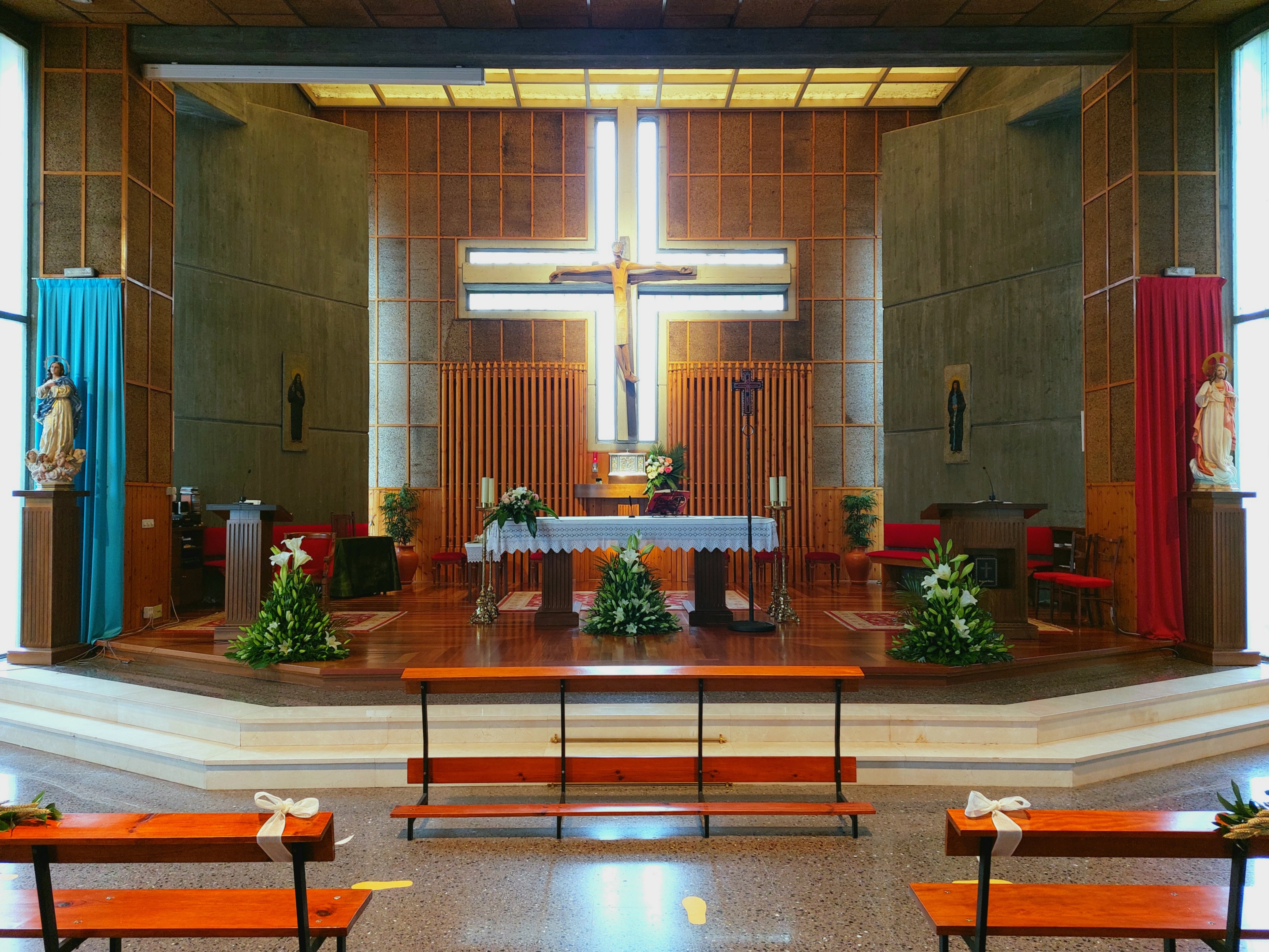
Capilla mayor

El templo, de planta única con tarima de madera de jatoba e ipé, alberga una capilla mayor presidida por una cruz de gran tamaño realizada en madera de ipé pulida y barnizada la cual se encuentra perfilada por un ventanal que dota de luz natural a la estructura, hallándose sobre la misma un Cristo crucificado obra del escultor Acisclo Manzano. El santuario, revestido en su interior con madera y corcho creando formas rectangulares, posee ornamentos elaborados en su mayoría con hierro forjado, madera y cemento-piedra, destacando particularmente, entre otros, una imagen de Cristo elaborada en esmalte e incrustada en hierro y un Pantocrátor obra de la Hermana Loreto (monja carmelita de Orense); tallas de madera realizadas por Pepe Flórez; dos relieves en piedra pulida de la Virgen María y Jesús, obra de Carvajal, ubicados en la capilla mayor a derecha e izquierda; y forjas de hierro facturadas por comercios orensanos, estando igualmente presentes en el templo varios diseños de José Luis de Dios.
Bajo la cruz de la capilla mayor y a ambos lados de la misma destacan varios mástiles rematados en punta a modo de reja, ubicándose en los extremos del presbiterio imágenes de la Inmaculada Concepción y el Sagrado Corazón a izquierda y derecha respectivamente. Por su parte, en el muro frontal izquierdo se halla una estatua de Santa Rita de Casia, junto a la cual se encuentra una diminuta imagen de vestir del Niño Jesús, mientras que en el muro frontal derecho se sitúa la talla barroca de la Virgen de Portovello, también de vestir. La imagen muestra a la Virgen sujetando un rosario en la mano derecha al tiempo que con la izquierda sostiene una pequeña talla del Niño Jesús la cual estuvo desaparecida durante años hasta que una mujer, quien la tenía guardada en su casa, la entregó tras escuchar supuestamente una voz que le pidió devolver la imagen.
Respecto a la nave, en el muro del evangelio se halla un relieve de San Antonio de Padua, mientras que en el muro de la epístola se encuentra un relieve de San José, hallándose un Cristo crucificado a la derecha de la entrada del templo, en cuya parte superior se ubica la tribuna, de planta rectangular con balcón de hormigón y madera.

#### Nuestra Señora de Torreciudad
A la izquierda de la entrada se ubica una talla románica de Nuestra Señora de Torreciudad, instalada en la iglesia en 2019. Esta imagen, la única que posee un retablo para su veneración, consiste en una réplica de la original, venerada en el Santuario de Torreciudad, la cual efectuó una peregrinación por varias iglesias españolas hasta que, por iniciativa del obispo de Orense, se instaló con carácter permanente en la Parroquia de Cristo Rey, siendo esta la primera vez en que la talla se asentó en un lugar de culto. La estatua, la cual acababa de estar en El Rocío, fue entronizada el 7 de julio en una ceremonia solemne presidida por el obispo y oficiada junto con varios sacerdotes de la diócesis.

### Entorno
Junto al templo se halla una zona ajardinada en la que destaca la conocida como «Sobreira do Loña», un alcornoque de más de 400 años, único árbol de la ciudad incluido en el catálogo Árbores Senlleiras de Galicia.

## Galería de imágenes

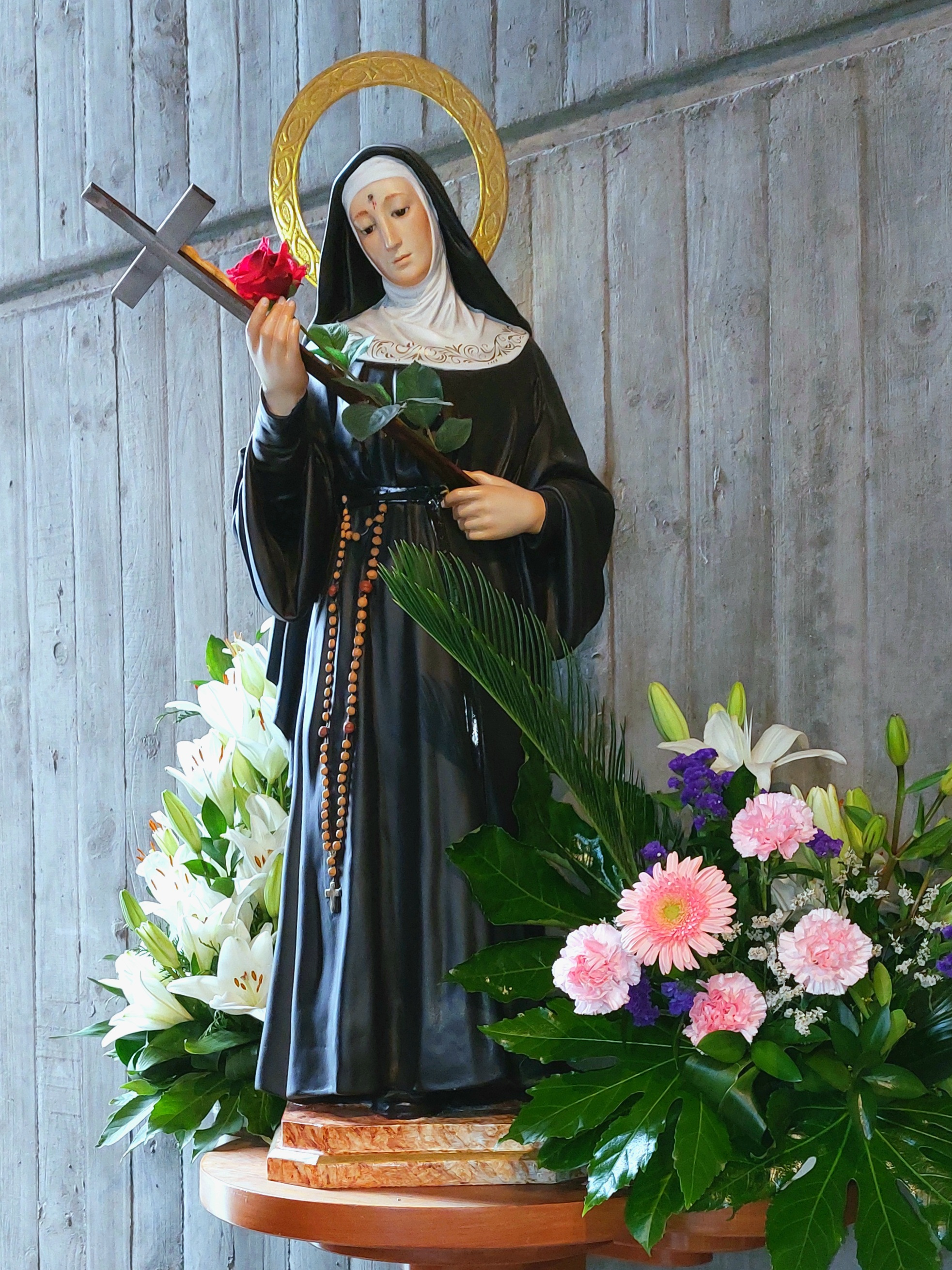
Talla de Santa Rita de Casia.
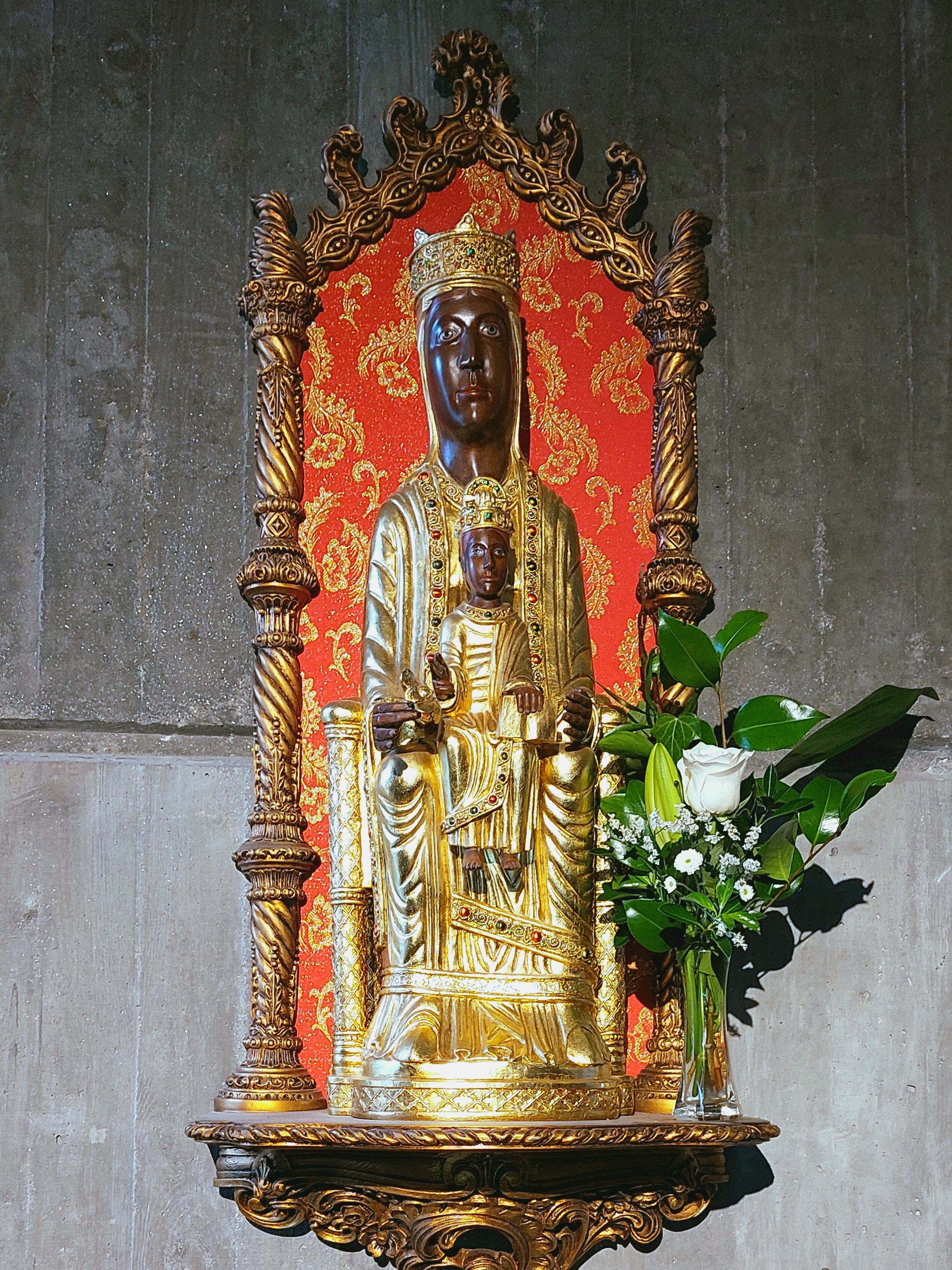
Talla de Nuestra Señora de Torreciudad.
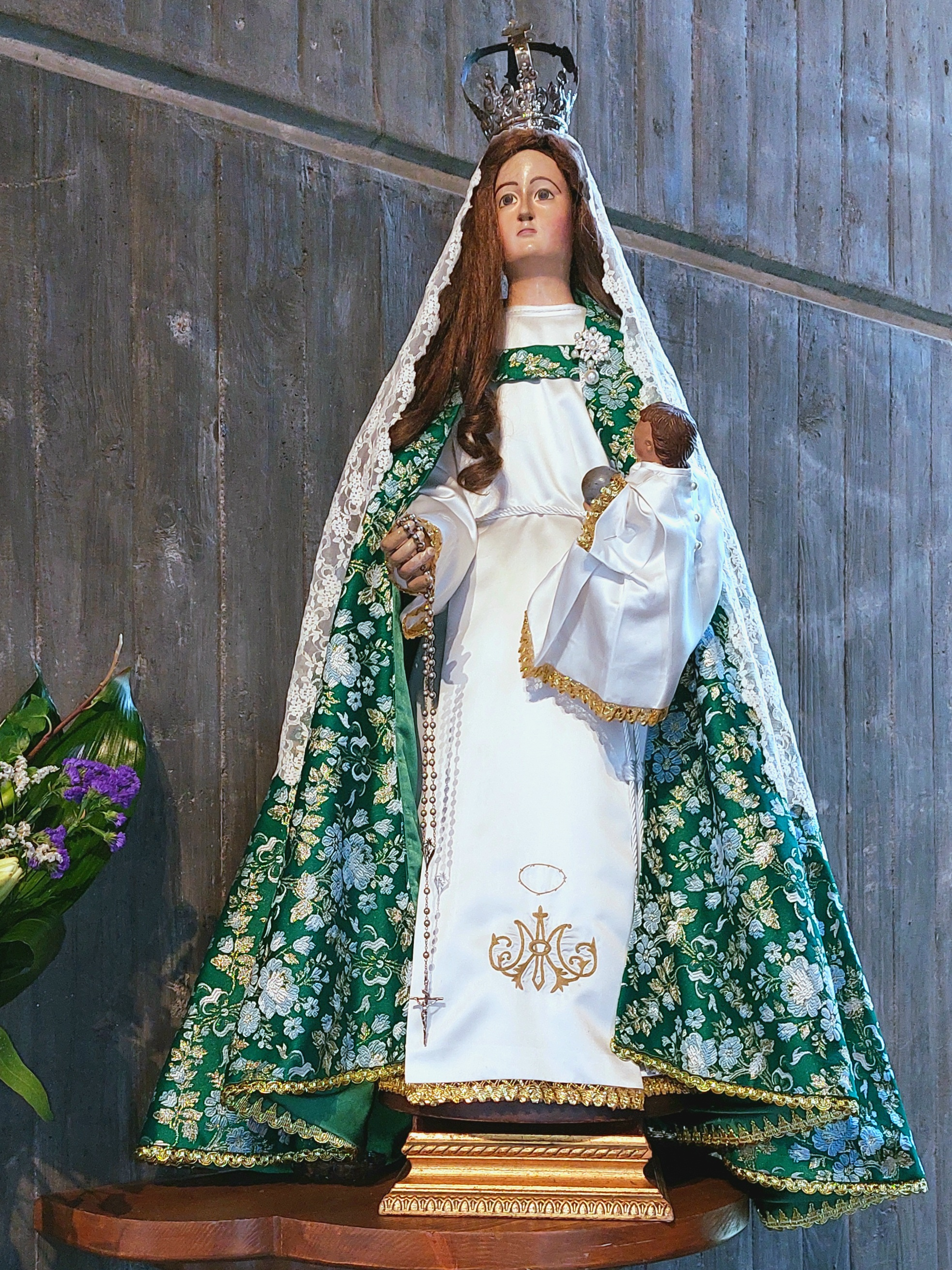
Talla de la Virgen de Portovello.